# Тамбовский, Анатолий Николаевич
Тамбовский Анатолий Николаевич (род. 30 декабря 1955, Ряжск, Рязанская область) — доктор педагогических наук (2003), профессор РГРТУ, мастер спорта по пулевой стрельбе (1981), рекордсмен России (1982). Член докторского диссертационного совета Д 311.007.01 при МГАФК.
Автор нового направления в спортивной науке — спортивная офтальмоэргономика. Другая область его научных интересов — современные физиотерапевтические средства и методы коррекции работоспособности, иммунозащитных возможностей и посттравматического восстановления человека в условиях интенсивной физической нагрузки.

## Биография
Тамбовский Анатолий Николаевич окончил Рязанский радиотехнический институт в 1978 г.
- 1986—1988 гг. — учёба в Московской государственной академии физической культуры.
- 1997—1999 гг. учился в докторантуре МГАФК.

## Научная и творческая деятельность
Научные направления: спортивная офтальмоэргономика, педагогическая концепция восстановительного эффекта. Награды — диплом совета Европы за высокие научные достижения (2016). Автор более 270 научных работ, в том числе 10 учебных пособий, 4 монографий. Был научным руководителем и ответственным исполнителем более 25 хоздоговорных НИР и НИОКР. Разработчик 2 муниципальных программ развития физической культуры и спорта в г. Рязани (2001 и 2005 гг.). Под его руководством защищено 8 кандидатских диссертаций. Награждён Почетным знаком Госкомспорта РФ «За заслуги в развитии физической культуры и спорта» (2004), Почетной грамотой администрации г. Рязани (2003).